# La Borinqueña
La Borinqueña est l'hymne national officiel de Porto Rico. La musique et les paroles actuelles ont été composées en 1903 et ont été depuis enseignées dans les écoles et généralement adoptées par le public. La musique a été officiellement adoptée par le gouvernement en 1952, et les paroles en 1977. Le titre fait référence au nom indigène Taïnos qui désigne l'île de Porto Rico : Boriken ou Borinquen.
La musique a été composée par Félix Astol Artés en 1867 comme une danse habanera avec des paroles romantiques. Pourtant, il semblerait que Francisco Ramírez, un indigène de San Germán, ait écrit la musique en 1860 et l'ait appelée « La Almojábana ». Le fait que la mélodie ait été créée par Artés est contesté, cependant il n'y a aucune controverse au sujet du fait qu'il ait écrit un ajustement de piano pour l'air. En 1868, Lola Rodríguez de Tió (en) a écrit une poésie, en soutien de la révolution de Porto Rico, et qui a été mise en musique par Astol Artés.
Les paroles originales étaient trop subversives pour l'adoption officielle. C'est pourquoi un texte non-conflictuel a été écrit en 1903 par Manuel Fernández Juncos (en) et enseigné dans les écoles d'État. La musique de Félix Astol Artés a été officiellement adopté comme hymne en 1952, pour être ensuite chanté avec les paroles de Fernández Juncos (qui, cependant, n'ont pas été officiellement adoptés jusqu'en 1977).
La version officielle est jouée comme marche lente, sans paseo initial. Les critiques musicales au Porto Rico ont soulevé leur opposition au changement de rythme. Luis Miranda, directeur musical de la fanfare du 65e régiment d'infanterie de Porto Rico, a converti l'air en marche en 1922. Regino Colón a réarrangé la musique en 1952, mais en gardant l'air en tant que marche. En 1977, une loi l'a officiellement reconnu comme hymne, qui devait être joué suivant un tempo décrit comme étant « d'une façon martiale », mais n'a établi aucun arrangement officiel pour la musique. Une révision officielle faite en 2003 délaisse la marche.
La version de Fernández Juncos est la version la plus commune ; elle est chantée spontanément pour célébrer des succès de Porto Rico dans des événements sportifs. En 2004 la version « révolutionnaire » est associée au mouvement de l'indépendance de Porto Rico et a été chantée aux protestations de marine de Vieques.

## Texte et traduction
(Paroles par Manuel Fernández Juncos (es), 1903)
| La tierra de Borinquen donde he nacido yo es un jardín florido de mágico primor. Un cielo siempre nítido le sirve de dosel y dan arrullos plácidos las olas a sus pies. Cuando a sus playas llegó Colón Exclamó lleno de admiración: "Oh!, oh!, oh!, esta es la linda tierra que busco yo". Es Borinquen la hija, la hija del mar y el sol, del mar y el sol, del mar y el sol. | La terre de Borinquen où j'ai vu le jour est un jardin fleuri d'une beauté magique. Un ciel toujours clair lui sert de baldaquin et les vagues à ses pieds créent une mélodie calme. Quand Colomb est arrivé sur ses plages, il s'est exclamé, plein d'admiration : "Oh!, oh!, oh!, c'est la Terre Sacrée que j'ai tant cherchée." Borinquen est la fille, la fille de la mer et du soleil. de la mer et du soleil, de la mer et du soleil. |

## Version révolutionnaire originale et sa traduction
(Paroles par Lola Rodríguez de Tió (es), 1868)
| ¡Despierta, borinqueño que han dado la señal! ¡Despierta de ese sueño que es hora de luchar! A ese llamar patriótico ¿no arde tu corazón? ¡Ven! Nos será simpático el ruido del cañón. Mira, ya el cubano libre será; le dará el machete su libertad... le dará el machete su libertad. Ya el tambor guerrero dice en su son, que es la manigua el sitio, el sitio de la reunión de la reunión... de la reunión. El Grito de Lares se ha de repetir, y entonces sabremos vencer o morir. Bellísima Borinquen, a Cuba hay que seguir; tú tienes hijos bravos que quieren combatir. Ya por más tiempo impávidos no podemos estar, ya no queremos, tímidos dejarnos subyugar. Nosotros queremos ser libres ya, y nuestro machete afilado está, y nuestro machete afilado está. ¿Por qué, entonces, nosotros hemos de estar tan dormidos y sordos y sordos a esa señal? a esa señal, a esa señal? ¡No hay que temer, riqueños al ruido del cañón, que salvar a la patria es deber del corazón! Ya no queremos déspotas caiga el tirano ya, las mujeres indómitas también sabrán luchar. Nosotros queremos la libertad, y nuestros machetes nos la darán... y nuestro machete nos la dará... Vámonos, borinqueños, vámonos ya, que nos espera ansiosa, ansiosa la libertad. ¡La libertad, la libertad! | Réveille toi, borinqueño Le signal est donné! Sors de ce rêve Car il est l'heure de combattre! À cet appel patriotique Ton cœur ne brûle-t-il pas? Viens ! Le bruit du canon Nous sera sympathique. Regarde, le cubain Sera bientôt libre; La machette lui donnera Sa liberté… La machette lui donnera Sa liberté. Le tambour guerrier Retentit déjà et dit, Que les broussaille est l'endroit, L'endroit de la réunion, De la réunion… De la réunion. Le Cri de Lares Doit être répété, Et nous saurons alors Vaincre ou mourir. Belle Borinquen, Cuba, il faut suivre ; Tu as des fils courageux Qui veulent combattre. Nous ne pouvons plus rester impavides Nous ne pouvons plus rester ainsi, Nous ne voulons pas, timides Nous laisser subjuguer. Nous voulons Être libres maintenant, Et notre machette Aiguisée est, Et notre machette Aiguisée est. Pourquoi, alors, Devons nous être, Si endormis et sourds Et sourds à ce signal? À ce signal, à ce signal? Il ne faut pas craindre, riqueños Le bruit du canon, Et sauver à la patrie Est le devoir du cœur! Nous ne voulons pas de despotes, Que tombe déjà le tyran, Les femmes indomptables Sauront aussi combattre. Nous voulons La liberté, Et nos machettes Nous la donneront… Et notre machette Nous la donnera… Allons, borinqueños, Allons maintenant, Alors que nous attend anxieuse, Anxieuse la liberté. La liberté, la liberté ! |